# سيفيرينو لاباردا
سيفيرينو لاباردا (بالإسبانية: Ceferino Labarda) (مواليد 6 أبريل 1981) هو ملاكم أرجنتيني، مثّل بلاده في الألعاب الأولمبية الصيفية 2000.

## روابط خارجية
سيفيرينو لاباردا على موقع بوكس ريك (الإنجليزية) (registration required)
- سيفيرينو لاباردا على موقع أوليمبيديا (الإنجليزية)